# Xoria filifera
Xoria filifera är en fjärilsart som beskrevs av Walker 1869. Xoria filifera ingår i släktet Xoria och familjen nattflyn. Inga underarter finns listade i Catalogue of Life.